# 第三眼

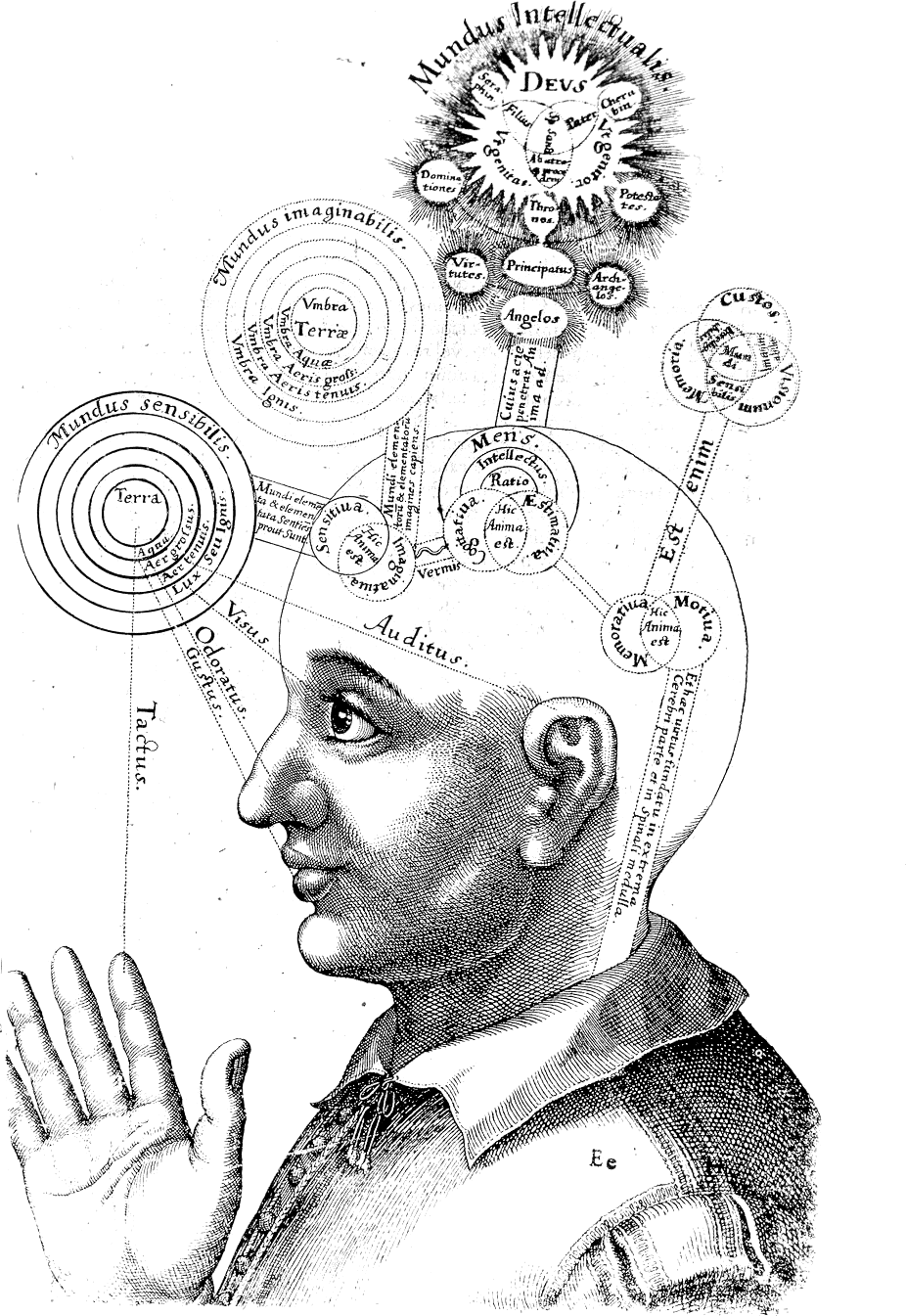
17世紀煉金術士弗路德所繪的示意圖，表現第三隻眼與高等層次的關連。

第三隻眼（英文：Third eye），或稱內在眼（Inner eye）、天眼。是東西方某些神秘主義與神祕學的概念，探討眉心輪的特殊潛能。道家之天眼，字泥丸 （页面存档备份，存于）亦即現代醫學中之大腦松果體。佛家六种“神通”中即有“天眼通”。第三隻眼被認為是通往深層內在與高層意識的門路。新紀元思想認為第三隻眼象徵著開悟或心像的深層靈性啟發。第三隻眼也代表著意義深長的心理現象。第三隻眼常與下列事物相關連：異象、透視（能透視脈輪與靈氣）、預知以及出體經驗。能夠運用這些能力的人便是「透視者」。
現代科學並不認為人類有第三隻眼，過去松果體曾被稱為第三隻眼，但在現今，提及第三隻眼時，一般指的是在演化上與松果體相關且存在於鯊魚、七鰓鰻、一些種類的硬骨魚、青蛙、蠑螈、喙頭蜥、蜥蜴等一些動物種類身上，但不存在於人類等哺乳動物身上的颅顶眼。

## 象徵

### 印度教與佛教
| 脈輪               | 色彩   | 主要功能                                             | 相關元素  | 位置 | 開放或平衡     | 食物                     | 符號 |
| ------------------ | ------ | ---------------------------------------------------- | --------- | ---- | -------------- | ------------------------ | ---- |
| 第三隻眼 ājñā, आज्ञा | 深藍色 | 洞察力、直覺、想像力、觀想、專注力、自制、超感官知覺 | 時間 / 光 | 眉心 | 冥想、引導觀想 | 黑藍色的水果、飲品及香料 |      |

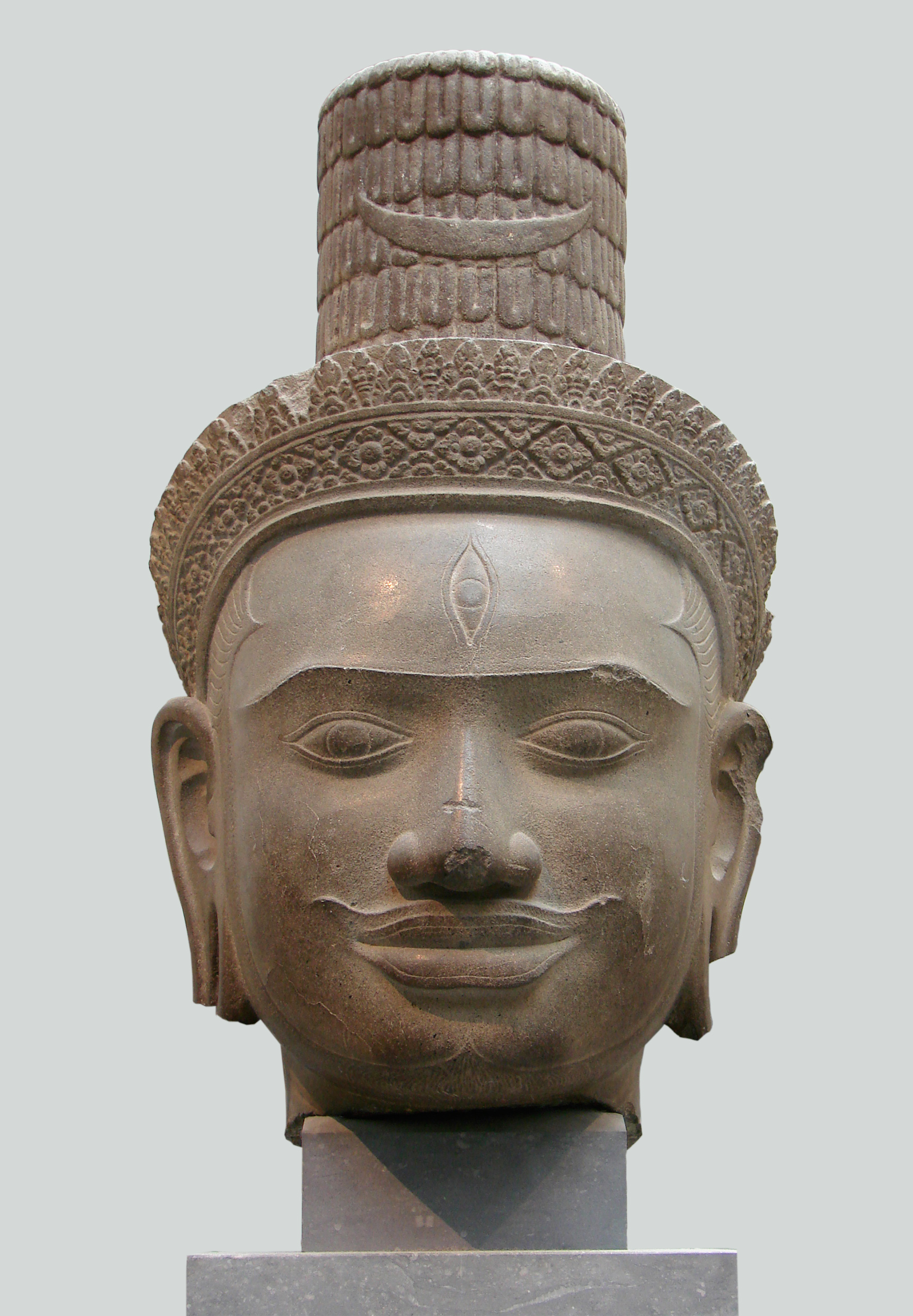
擁有第三隻眼的濕婆

在印度教和佛教裡，第三隻眼象徵著開悟（參見解脫與涅盤）。在印度傳統裡，第三隻眼被稱作「智慧之眼」（gyananakashu），是「內隱導師」（antar-guru）的所在。第三隻眼是人體的眉心輪。印度及東亞的神明或開悟者的圖像上經常繪有第三隻眼，例如濕婆、佛陀或是瑜伽士、聖者、菩薩。在佛教裡，第三隻眼被稱為白毫。印度教相信濕婆的第三隻眼能夠毀滅整個宇宙。白教強調修氣脈明點。
許多印度教徒在眉心上裝飾著提拉克，象徵第三隻眼。
《奧義書》指出，人類如同一座擁有十道門的城市。九道門（眼睛、鼻孔、耳朵、嘴、尿道及肛門）通往外在的感官世界。第三隻眼是第十道門，通往無限的內在意識。

### 西洋智慧學說
玫瑰十字會成員韓德爾的著作提出，人體的腦部有個小器官，一個是腦下垂體，另一個是松果體。醫學上又稱松果體為「萎縮的第三隻眼」；韓德爾的理論認為不管是腦下垂體或松果體都沒有萎縮：它們至今都還沒有演化，但也沒有退化，只是處於潛伏狀態。他認為，當遠古的人們接觸了內在世界時，這兩個器官提供了途徑。它們連接著交感神經，並藉由連結中樞神經系統進入內在世界（喚醒腦下垂體與松果體）。當腦下垂體與松果體啟動之後，人就能感知到高層世界的存在（如透視）。

### 聖經
Samael Aun Weor的諾斯底主義著作提出，《啟示錄》不僅象徵性地描述第三隻眼，也多次描述其功能。這個解釋與亞洲七大教會的第六個教會費城教會所講的毫無二致。

## 神話傳說及文藝作品中的擁有天眼的人物
| 名字             | 出處                                        |
| ---------------- | ------------------------------------------- |
| 濕婆             | 印度神話                                    |
| 聞仲（聞太師）   | 中国古典名著《封神演義》                    |
| 楊戩（二郎神）   | 中国古典名著《封神演義》、《西遊記》        |
| 天津飯           | 日本動漫作品《七龍珠》                      |
| 寫樂保介         | 日本動漫作品《三眼神童》                    |
| 佩（帕凡提四世） | 日本動漫作品《三隻眼》                      |
| 飛影             | 日本動漫作品《幽遊白書》                    |
| 賴光             | 日本動漫作品《幽遊白書：冥界死鬥篇·炎之絆》 |
| 天眼             | 中国動漫作品《天眼神童》                    |
| 天眼神兔         | 中国動漫作品《天眼神兔》                    |
| 夏洛特·普琳      | 日本動漫作品《ONE PIECE》                   |
| 阿戈摩托之眼     | 美國漫威漫畫《奇異博士》                    |

## 技巧
許多冥想與武術團體都運用第三隻眼，如瑜珈、氣功、中國武術、禪宗、空手道與合氣道等也是。

## 參照
- 松果體
- 靈氣
- 脈輪
- Kundalini
- 智體（英语：Mental body）
- 新思想（英语：New Thought）
- 融合（英语：Syncretism）
- 寂靜之聲